# 不動川 (京都府)
不動川（ふどうがわ）は、京都府木津川市山城町を流れる一級河川。淀川系の木津川支流。

## 地理
河川延長は6キロメートルである。
上流部は洪水堆積物が、下流部はレンズ状の堆積物が堆積している。
木津川流域を流れる最大の天井川である。不動川の大きさは河川敷45メートル、高さ15メートル、川巾5メートルで花崗岩の風化した砂が堆積している。
上流で平水時地上水があるところでは、6メートルの川幅の中を水が樹枝状にゆっくりと流れている。1つの流れの幅は10~20センチメートルで、深さは10センチメートルほどである。

## 歴史
奈良、京都などの造営や、大寺院の建設の為に多くの木を伐採したことに加え、花崗岩などの地質の関係から、周辺の山々が長らくはげ山となっていた。
1684年（貞享元年）には、「北山川」という名前で呼ばれていた。木津川市指定文化財である『平尾絵図』によると、不動側の河床が、田畑より高さが十間(約18メートル)高かったとされる。
このように、十七世紀後半から土砂留工事や山の補修が行われたが、それでも木津川やその支流に土砂が流入し河床は上昇を続けた。その結果として不動川は天井川となった。
元禄時代(約300年前)の絵面図と寛政時代(約160年前)の古文書によると不動川の天井川化は約150年前後の間に進んでいると考えられる。不動川の天井川化は江戸時代初期から顕著に現れた。1953年（昭和28年）8月14日、豪雨により不動川の5か所が決壊、周辺地域に大きな影響を及ぼした。また、不動川周辺のみならず、南山城の各地域で甚大な水害が発生し、『南山城水害』として、今もなお語り継がれている。不動川の決壊により不動川の河床の下を通る不動川トンネルが土砂で埋まり、国鉄奈良線が不通となった。